# Ponca hebardi
Ponca hebardi är en insektsart som beskrevs av Robillard 2005. Ponca hebardi ingår i släktet Ponca och familjen syrsor. Inga underarter finns listade i Catalogue of Life.